# Wenezuela na zimowych igrzyskach olimpijskich
Wenezuela wystartowała po raz pierwszy na zimowych IO w 1998 roku na igrzyskach w Nagano. Później wystartowała jeszcze dwukrotnie. Do tej pory nie zdobyła żadnego medalu.

## Klasyfikacja medalowa
| Olimpiada           | Złoto | Srebro | Brąz | Razem |
| ------------------- | ----- | ------ | ---- | ----- |
| 1998 Nagano         | 0     | 0      | 0    | 0     |
| 2002 Salt Lake City | 0     | 0      | 0    | 0     |
| 2006 Turyn          | 0     | 0      | 0    | 0     |
| Razem               | 0     | 0      | 0    | 0     |